# Nationale Regierung IV
Die Nationale Regierung IV (Kabinett Chamberlain I) wurde im Vereinigten Königreich am 28. Mai 1937 von Premierminister Neville Chamberlain von der Conservative Party gebildet. Sie löste die dritte Nationalregierung (Dritte Regierung Baldwin) ab und blieb bis zum 3. September 1939 im Amt, worauf nach Beginn des Zweiten Weltkrieges die Kriegsregierung Chamberlain (Zweite Regierung Chamberlain) gebildet wurde. Der Regierung gehörten neben der Conservative Party auch Minister der Labour Party sowie der Liberal National Party an.

## Regierungszeit
Nachdem die Abdikationskrise mit der Krönung George VI. durchgestanden war und damit die Verfassungskrise beendet war, trat Stanley Baldwin zugunsten von Neville Chamberlain zurück und dieser bildete eine neue Regierung. Chamberlain galt als Übergangspremier und bei den Konservativen respektiert. Gegen den Vorschlag Baldwins gab es folglich keine Opposition in der Partei.
Er führte die konservativ dominierte Koalition mit der National Labour Organisation und der Liberal National Party fort. Hintergrund waren die schweren politischen und wirtschaftlichen Krisen der Zeit.
In Europa wuchs währenddessen die Kriegsgefahr immer weiter, durch das faschistische Italien, das nationalsozialistische Deutschland und die bolschewistische Sowjetunion wurde der Frieden zunehmend bedroht. Um die Lage nicht weiter eskalieren verfolgte die Regierung eine Mischung aus Appeasement-Politik und Interventionen.
Chamberlain war im September 1938 wesentlich am Zustandekommen des Münchner Abkommen beteiligt, das Deutschland das Recht gab, das Sudetenland zu annektieren. Erst nach dem Einmarsch deutscher Truppen in Prag im März 1939 entschied Chamberlain, Großbritannien aufzurüsten, und führte die allgemeine Wehrpflicht ein. Ebenfalls erst unter dem Eindruck der deutschen Kriegspolitik schloss Chamberlain Garantieverträge mit Polen, Griechenland, Rumänien und der Türkei gegen mögliche deutsche Angriffe. Mit diesen Maßnahmen konnte er aber den deutschen Überfall auf Polen am 1. September 1939 und damit den Ausbruch des Zweiten Weltkriegs nicht verhindern. Er bildete daraufhin seine Kriegsregierung.

## Mitglieder des Kabinetts
| Zugehörigkeit |                      | Konservative |
| Zugehörigkeit | Nationalliberale     |              |
| Zugehörigkeit | National Labour      |              |
| Zugehörigkeit | National Unabhängige |              |

| Amt                                                                        | Bild                   | Person                                         | Partei                              | Partei                              | Amtszeit          | Amtszeit          |
| -------------------------------------------------------------------------- | ---------------------- | ---------------------------------------------- | ----------------------------------- | ----------------------------------- | ----------------- | ----------------- |
| Premierminister Erster Lord des Schatzamtes Leader of the House of Commons | Neville Chamberlain    | Neville Chamberlain                            |                                     | Conservative Party                  | 28. Mai 1937      | 3. September 1939 |
| Lordpräsident des Rates                                                    | Edward Wood            | Edward Wood, 3. Viscount Halifax               | Conservative Party                  | 28. Mai 1937                        | 25. Februar 1938  |                   |
| Lordpräsident des Rates                                                    | Douglas Hogg           | Douglas Hogg, 1. Viscount Hailsham             | Conservative Party                  | 9. März 1938                        | 31. Oktober 1938  |                   |
| Lordpräsident des Rates                                                    | Walter Runciman        | Walter Runciman                                |                                     | Liberal National Party              | 31. Oktober 1938  | 3. September 1939 |
| Lordkanzler                                                                | Douglas Hogg           | Douglas Hogg, 1. Viscount Hailsham             |                                     | Conservative Party                  | 28. Mai 1937      | 9. März 1938      |
| Lordkanzler                                                                | Frederic Maugham       | Frederick Herbert Maugham                      | Conservative Party                  | 9. März 1938                        | 3. September 1939 |                   |
| Lordsiegelbewahrer                                                         | Herbrand Sackville     | Herbrand Sackville, 9. Earl De La Warr         |                                     | National Labour                     | 28. Mai 1937      | 31. Oktober 1938  |
| Lordsiegelbewahrer                                                         | John Anderson          | John Anderson                                  |                                     | National                            | 31. Oktober 1938  | 3. September 1939 |
| Schatzkanzler Zweiter Lord des Schatzamtes                                 | John Simon             | John Simon                                     |                                     | Liberal National Party              | 28. Mai 1937      | 3. September 1939 |
| Außenminister                                                              | Anthony Eden           | Anthony Eden                                   |                                     | Conservative Party                  | 28. Mai 1937      | 21. Februar 1938  |
| Außenminister                                                              | Edward Wood            | Edward Wood, 3. Viscount Halifax               | Conservative Party                  | 21. Februar 1938                    | 3. September 1939 |                   |
| Innenminister                                                              |                        | Samuel Hoare                                   | Conservative Party                  | 28. Mai 1937                        | 3. September 1939 |                   |
| Erster Lord der Admiralität                                                | Duff Cooper            | Alfred Duff Cooper                             | Conservative Party                  | 28. Mai 1937                        | 27. Oktober 1938  |                   |
| Erster Lord der Admiralität                                                | James Stanhope         | James Stanhope, 7. Earl Stanhope               | Conservative Party                  | 27. Oktober 1938                    | 3. September 1939 |                   |
| Minister für Landwirtschaft und Fischerei                                  | William Morrison       | William Morrison                               | Conservative Party                  | 28. Mai 1937                        | 29. Januar 1939   |                   |
| Minister für Landwirtschaft und Fischerei                                  |                        | Reginald Dorman-Smith                          | Conservative Party                  | 29. Januar 1939                     | 3. September 1939 |                   |
| Luftfahrtminister                                                          | Philip Cunliffe-Lister | Philip Cunliffe-Lister                         | Conservative Party                  | 28. Mai 1937                        | 12. Mai 1938      |                   |
| Luftfahrtminister                                                          | Kingsley Wood          | Kingsley Wood                                  | Conservative Party                  | 16. Mai 1938                        | 3. September 1939 |                   |
| Minister für die Kolonien                                                  | William Ormsby-Gore    | William Ormsby-Gore                            | Conservative Party                  | 28. Mai 1937                        | 16. Mai 1938      |                   |
| Minister für die Kolonien                                                  | Malcolm MacDonald      | Malcolm MacDonald                              |                                     | National Labour                     | 16. Mai 1938      | 3. September 1939 |
| Minister für Verteidigungskoordination                                     | Thomas Inskip          | Thomas Inskip                                  |                                     | Conservative Party                  | 28. Mai 1937      | 29. Januar 1939   |
| Minister für Verteidigungskoordination                                     |                        | Ernle Chatfield, 1. Baron Chatfield            | Conservative Party                  | 29. Januar 1939                     | 3. September 1939 |                   |
| Minister für Dominion-Angelegenheiten                                      | Malcolm MacDonald      | Malcolm MacDonald                              |                                     | National Labour                     | 28. Mai 1937      | 16. Mai 1938      |
| Minister für Dominion-Angelegenheiten                                      | Edward Stanley         | Edward Montagu Cavendish Stanley, Lord Stanley |                                     | Conservative Party                  | 16. Mai 1938      | 15. Oktober 1938  |
| Minister für Dominion-Angelegenheiten                                      | Malcolm MacDonald      | Malcolm MacDonald                              |                                     | National Labour                     | 31. Oktober 1938  | 29. Januar 1939   |
| Minister für Dominion-Angelegenheiten                                      | Thomas Inskip          | Thomas Inskip                                  |                                     | Conservative Party                  | 29. Januar 1939   | 3. September 1939 |
| Bildungsminister                                                           | James Stanhope         | James Stanhope, 7. Earl Stanhope               | Conservative Party                  | 28. Mai 1937                        | 27. Oktober 1938  |                   |
| Bildungsminister                                                           | Herbrand Sackville     | Herbrand Sackville, 9. Earl De La Warr         |                                     | National Labour                     | 27. Oktober 1938  | 3. September 1939 |
| Gesundheitsminister                                                        | Kingsley Wood          | Kingsley Wood                                  |                                     | Conservative Party                  | 28. Mai 1937      | 16. Mai 1938      |
| Gesundheitsminister                                                        | Walter Elliot          | Walter Elliot                                  |                                     | Unionist Party (Conservative Party) | 16. Mai 1938      | 3. September 1939 |
| Minister für Indien und Burma                                              | Lawrence Dundas        | Lawrence Dundas, 2. Marquess of Zetland \|     |                                     | Conservative Party                  | 28. Mai 1937      | 3. September 1939 |
| Arbeitsminister                                                            | Ernest Brown           | Ernest Brown                                   |                                     | Liberal National Party              | 28. Mai 1937      | 3. September 1939 |
| Kanzler des Herzogtums Lancaster                                           |                        | Edward Turnour, 6. Earl Winterton              |                                     | Conservative Party                  | 28. Mai 1937      | 29. Januar 1939   |
| Kanzler des Herzogtums Lancaster                                           | William Morrison       | William Morrison                               | Conservative Party                  | 29. Januar 1939                     | 3. September 1939 |                   |
| Minister ohne Geschäftsbereich                                             | Leslie Burgin          | Leslie Burgin                                  |                                     | Liberal National Party              | 21. April 1939    | 14. Juli 1939     |
| Minister für Schottland                                                    | Walter Elliot          | Walter Elliot                                  |                                     | Unionist Party (Conservative Party) | 28. Mai 1937      | 16. Mai 1938      |
| Minister für Schottland                                                    | John Colville          | John Colville                                  | Unionist Party (Conservative Party) | 16. Mai 1938                        | 3. September 1939 |                   |
| Minister für Versorgung                                                    | Leslie Burgin          | Leslie Burgin                                  |                                     | Liberal National Party              | 14. Juli 1939     | 3. September 1939 |
| Handelsminister                                                            | Oliver Stanley         | Oliver Stanley                                 |                                     | Conservative Party                  | 28. Mai 1937      | 3. September 1939 |
| Transportminister                                                          | Leslie Burgin          | Leslie Burgin                                  |                                     | Liberal National Party              | 28. Mai 1937      | 21. April 1939    |
| Transportminister                                                          | Euan Wallace           | Euan Wallace                                   |                                     | Conservative Party                  | 21. April 1939    | 3. September 1939 |
| Kriegsminister                                                             | Leslie Hore-Belisha    | Leslie Hore-Belisha                            |                                     | Liberal National Party              | 28. Mai 1937      | 3. September 1939 |